# Université des sciences et technologies du Liaoning
 (juin 2017).
L'université des sciences et technologies du Liaoning (chinois simplifié : 辽宁科技大学 ; chinois traditionnel : 遼寧科技大學 ; pinyin : Liáoníng Kējì Dàxué) est une université de la ville d'Anshan, dans la province du Liaoning en Chine, spécialisée dans la formation d'ingénieurs et scientifiques. Elle dépend du gouvernement provincial du Liaoning.

## Historique
L'université a été créée en 1948 sous le nom d'Institut du fer et de l'acier d'Anshan (Chinois simplifié : 鞍山钢铁学院; chinois traditionnel : 鞍鋼院; pinyin : Ān Gāng Yuàn). 
En 1958, l'université a été transformée pour devenir l'Institut des technologies du fer et de l'acier d'Anshan et placé sous l'administration directe du ministère des Industries métallurgiques de la République populaire de Chine.
C'est 1998 que son administration a été transférée au gouvernement de la province du Liaoning.

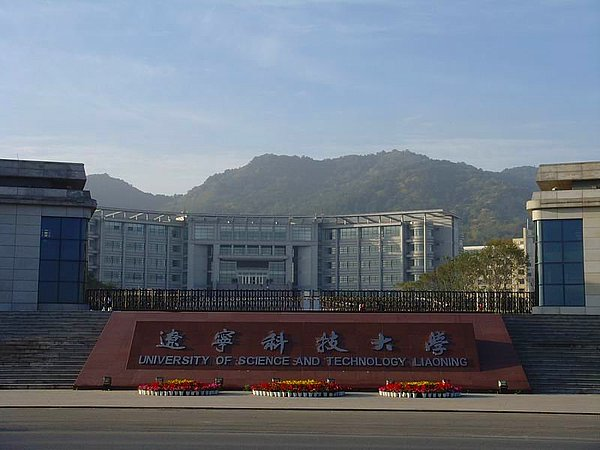
L'université en 2001

Après la fusion en 1999, avec le Liaoning College of Food Industry, Liaoning College of Metallurgical Industry et le Liaoning College of Construction Material Industry, elle prend le nom d'université des sciences et technologies. Sa dénomination est à nouveau modifiée en 2006 et approuvée par le ministère de l'Éducation de la République populaire de Chine, pour devenir l'université des sciences et technologies du Liaoning.